# Тімоті Бредлі
Тімоті Бредлі(англ. Timothy Bradley; 29 серпня 1983, Палм-Спрінгз, Каліфорнія,США) — американський професійний боксер. Колишній чемпіон світу за версіями WBO (2009 — 2011) та WBC (2008 — 2011) в першій напівсередній вазі та WBO (2012 — 2014; 2015 — 2016) в напівсередній вазі.

## Професійна кар'єра

### Напівсередня вага

#### Бредлі проти Пак'яо I
9 червня 2012 Бредлі вийшов на ринг з легендарним філіппінцем Менні Пак'яо. Перші 4 раунди були рівними, але потім до 9 раунду перевага була повністю на боці Пак'яо. Згодом через втому філіппінець програв «чемпіонські» раунди. Загалом перемога Пак'яо не викликала сумнівів, але судді прийняли інше рішення. З рахунком 115—113, 115—113, 113—115 переміг Бредлі. Зал був в шоці від такого рішення і зустрів його несхвальним свистом. В інтерв'ю Пак'яо сказав «Я явно виграв цей бій». Бредлі в свою чергу пообіцяв дати Менні реванш до кінця року. Але 2 бій відбувся майже через два роки 12 квітня 2014.

#### Бредлі проти Пак'яо II
12 квітня 2014 року відбувся матч-реванш між боксерами. Пак'яо з перших раундів бою взяв ініціативу в свої руки. Тімоті нічого не міг протиставити філіппінцю. Загалом Бредлі виграв декілька раундів. Характерною ознакою бою було те, що американець весь бій кривлявся та провокував Пак'яо. Цього разу судді прийняли правильне рішення, присудивши перемогу Пак'яо 116—112, 116—112, 118—112. Бредлі невдало провів свій 3 захист чемпіонства WBO. За цей бій Тімоті Бредлі отримав гарантовано $6 млн, а Менні Пак'яо $20 млн.

#### Бредлі проти Пак'яо III
9 квітня 2016 року у Лас-Вегасі, Невада втретє відбувся бій між Тімоті Бредлі і Менні Пак'яо. Філіппінець у цьому бою був набагато агресивнішим за американця, зумів двічі у сьомому та дев'ятому раундах надіслати суперника у нокдаун і виглядав краще у заключних раундах. Усі судді віддали перемогу Пак'яо з однаковим рахунком 116-110. Після цього бою Бредлі завершив кар'єру.